# Линицкие
Линицкие — дворянский род из Слободско-Украинской губернии .
Степан Линицкий в службу вступил в 1777 году. 3.12.1792 произведён Надворным Советником, и находясь в сём чине, 25.04.1796 пожалован (или подтверждён) на дворянское достоинство Дипломом, с коего копия хранится в Герольдии.

## Описание герба
Щит имеющий красное поле, перерезан посередине горизонтальной серебряной полосой с тремя на оной натурального цвета Пчёлами, летящими слева направо. В нижней части щита с нижнего правого и с левого
верхнего углов, два пламенные Луча, означенные золотом; в верхней части две выходящие Орлиные головы.
Щит увенчан дворянскими шлемом и короной. Нашлемник: три страусовых пера. Намёт на щите голубой, подложенный серебром. Герб Линицкого внесён в Часть 1 Общего гербовника дворянских родов Всероссийской империи, стр. 147.